# The Doors
 Pentru filmul cu nume similar, realizat de Oliver Stone, vedeți The Doors (film).
The Doors a fost o formație americană de muzică rock, înființată în anul 1965 în Los Angeles, California, avându-i drept componenți pe solistul Jim Morrison, pianistul Ray Manzarek, chitaristul Robby Krieger și toboșarul John Densmore. Formația și-a luat numele după titlul cărții lui Aldous Huxley, Porțile percepției (The Doors of Perception), care era o referință la un citat al poetului William Blake din faimoasa sa operă, Căsătoria raiului cu iadul (The Marriage of Heaven and Hell): „Dacă porțile percepției ar fi limpezite, totul i-ar apărea omului așa cum este, infinit.” („If the doors of perception were cleansed every thing would appear to man as it is, infinite.”) Grupul a fost unul dintre cele mai controversate, influente și deosebite formații rock, în mare parte date fiind versurile lor suprarealiste, visătoare sau sălbatice și pline de poezie ale lui Morrison și a felului carismatic, dar imprevizibil, în care se manifesta pe scenă. După moartea lui Morrison în 1971, membrii supraviețuitori (i.e., Manzarek, Krieger și Densmore) au continuat ca trio, formația destrămându-se în 1973.
The Doors a obținut un contract cu casa de discuri Elektra Records în anul 1966. Albumul lor de debut eponim The Doors, lansat în 1967, a fost primul dintr-o serie de albume de top 10 în Statele Unite, fiind urmat de Strange Days (1967), Waiting for the Sun (1968), The Soft Parade (1969), Morrison Hotel (1970), Absolutely Live (1970) și L.A. Woman (1971), cu 20 de certificate de aur, 14 de platină și 5 de multi-platină doar în S.U.A. Deși cariera propriu-zisă a formației a durat doar până în 1973, popularitatea lor a persistat. Conform RIAA, grupul a vândut 32.5 milioane de albume în S.U.A. și peste 100 de milioane la nivel global. The Doors este una dintre cele mai bine vândute formații ale tuturor timpurilor, și prima formație americană care a avut opt albume consecutive certificate cu aur și platină.
Trei dintre albumele de studio ale formației, The Doors (1967), L.A. Woman (1971) și Strange Days (1967), au apărut în lista celor mai bune 500 de albume ale tuturor timpurilor, realizată de revista Rolling Stone, pe pozițiile 42, 362, respectiv 407.
Grupul, piesele și celebritatea lui Morrison continuă să fie considerate ca legate în mod inexorabil de contracultura americană și subcultura sau mișcarea Hippie manifestate în anii '60.
În 1993, formația The Doors a fost introdusă în Rock and Roll Hall of Fame.

## Istoria grupului

### 1965 - 1968

#### Originile
Bazele formației s-au pus în iulie 1965, în Los Angeles, California, în timpul unei întâlniri dintre studenții universității de teatru, film și televiziune UCLA, Jim Morrison și Ray Manzarek. Morrison i-a menționat lui Manzarek  că scria cântece, adăugând „Am luat notițe în timpul unui concert fantastic de rock'n'roll ce a avut loc în capul meu”. Încurajat de Manzarek, Morrison a cântat piesa „Moonlight Drive”.
Manzarek, specializat la pian/claviaturi, formase împreună cu cei 2 frați ai săi o trupă numită Rick And The Ravens; bateristul John Densmore cânta la acea vreme cu formația The Psychedelic Rangers și îl cunoștea pe Manzarek de la ședințele de meditație. În august, Densmore a devenit parte a grupului, redenumit deja The Doors, și cei cinci, alături de basista Patty Sullivan (creditată cu numele de după căsătorie, Patricia Hansen, pe box set-ul apărut în 1997), au înregistrat un demo conținând șase piese, demo ce a circulat ulterior drept material neoficial. Formația și-a luat numele după titlul unei cărți scrise de Aldous Huxley, The Doors of Perception, care era la rândul său împrumutat dintr-un vers al artistului și poetului secolului al 18-lea, William Blake: „If the doors of perception were cleansed (deseori citat greșit ca „opened” în acest context), every thing would appear to man as it is, infinite.”
Nemulțumiți de rezultatul înregistrărilor, frații lui Manzarek au părăsit The Doors, fiind amândoi înlocuiți de un prieten al lui John Densmore - chitaristul Robby Krieger.
Începând cu 1966, formația a cântat în clubul London Fog, situat în Los Angeles. Clubul nu avea același prestigiu de care se bucura Whisky a Go Go și prin urmare nu beneficia de o clientelă prea numeroasă. Membrii The Doors au văzut în acest aspect un prilej de a intensifica și, în anumite cazuri, lungi instrumentalele unor piese precum „The End”, „When the Music's Over” sau „Light My Fire”. În anul 2011, avea să fie descoperită o casetă ce conținea înregistrarea a treizeci de minute dintr-un concert susținut de The Doors în London Fog.

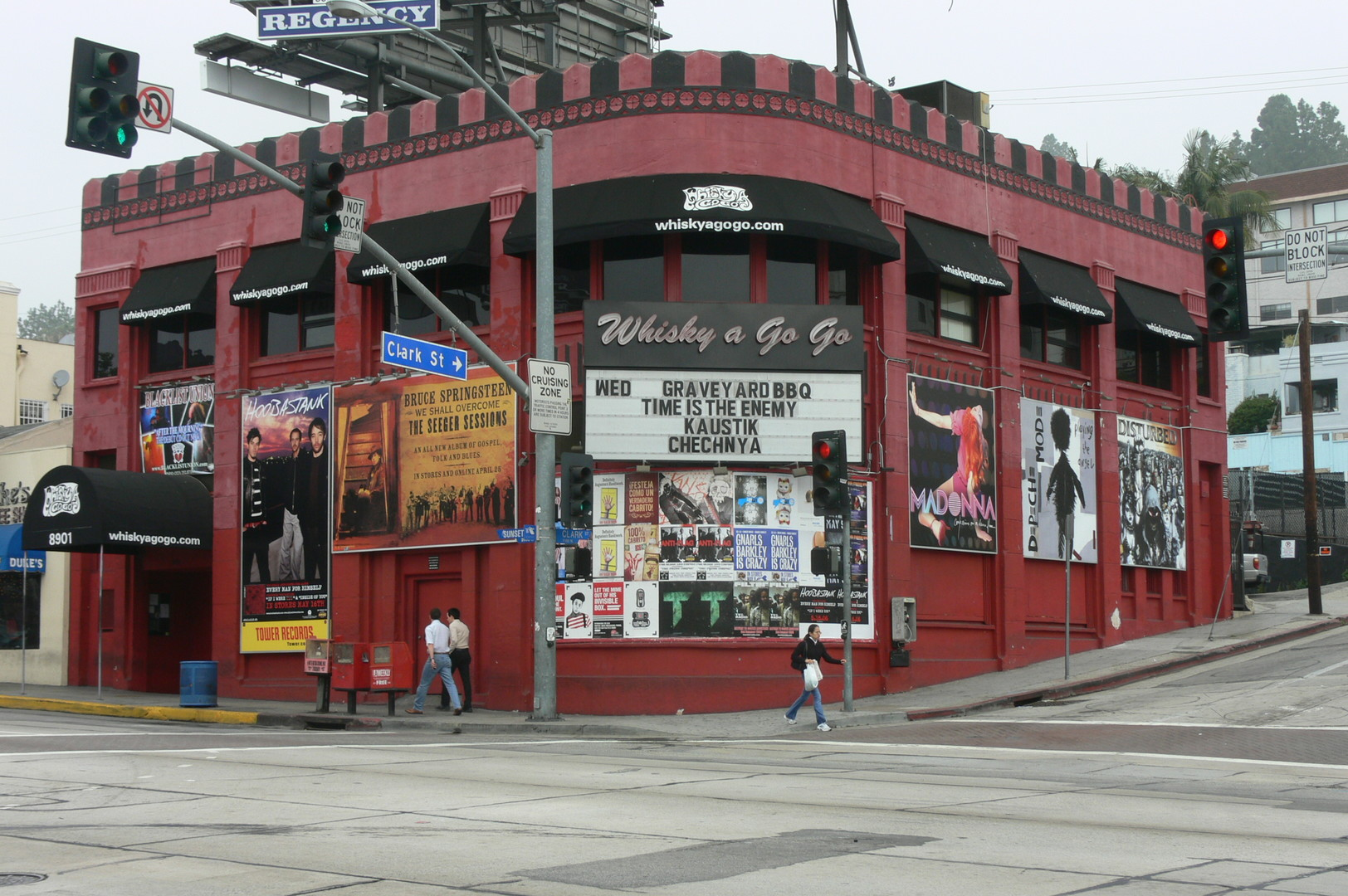
Whisky a Go Go

The Doors a devenit ulterior „formația casei” la Whisky a Go Go, cântând, printre altele, în deschiderea formației Them a lui Van Morrison. La ultimul concert de acest gen, cele două formații s-au urcat împreună pe scenă pentru a interpreta piesa „In the Midnight Hour”, la care s-a adăugat și o improvizație muzicală de douăzeci de minute pe melodia celor de la Them, „Gloria”. Înainte de perioada petrecută la Whisky a Go Go, Morrison contactase mai multe case de discuri în încercarea de a obține un contract. Columbia Records le-a oferit un contract, însă, nereușind să își găsească producător, membrii formației au fost de acord cu anularea acestuia.  Pe 10 august 1966, grupul a fost remarcat de Jac Holzman, președintele Elektra Records, care era prezent la recomandarea solistului Love, Arthur Lee, a cărui formație semnase tot cu Elektra. După ce Holzman și producătorul Paul A. Rotchild au asistat la două concerte susținute de The Doors la Whisky a Go Go, formația a obținut un contract cu Elektra Records pe 18 august - fapt ce a reprezentat începutul unei colaborări îndelungate și pline de succes cu Rotchild și cu inginerul de sunet Bruce Botnick. The Doors a fost concediată de Whisky a Go Go pe 21 august, când Morrison, aflat, conform documentarului When You're Strange, sub influența LSD, a adăugat versurilor piesei „The End” o reinterpretare cu cuvinte explicite a mitului grec oedipian în timpul unei prestații live.

#### Albumul de debut
Formația a înregistrat albumul de debut între 24 și 31 august 1966, la studioul Sunset Sound Recording. Intitulat The Doors, albumul a fost lansat în anul 1967, în prima săptămână a lunii ianuarie. Conținea majoritatea pieselor interpretate de ei în concerte la acea dată, inclusiv drama muzicală de aproape 12 minute „The End”.

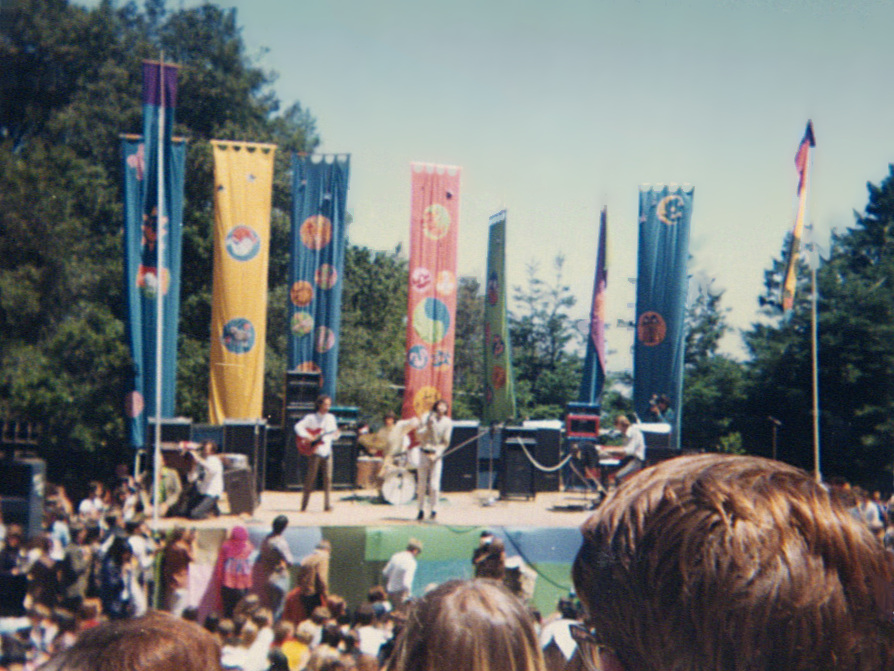
The Doors concertând în cadrul festivalului Fantasy Fair and Magic Mountain Music, 1967

În noiembrie 1966, Mark Abramson a regizat un film promoțional pentru piesa „Break on Through (To the Other Side)”. Cu scopul de a promova piesa, membrii formației au debutat la televiziune în cadrul unei emisiuni numite Boss City, spre sfârșitul lui 1966 - începutul lui 1967, debut urmat de o apariție de Anul Nou în emisiunea Shebang. Acest videoclip nu a fost niciodată lansat oficial de The Doors.
Pentru că „Break on Through” nu se bucurase de un succes deosebit la radio, formația și-a îndreptat atenția către „Light My Fire”. Problema principală a piesei era faptul că avea o durată de peste șapte minute, astfel încât producătorul Paul Rotchild a fost silit să o reducă la trei minute, tăind solo-urile elaborate de chitară și de clape de la mijlocul melodiei. „Light My Fire” a devenit primul extras pe single lansat de Elektra Records care a urcat pe locul 1 în Billboard Hot 100, vânzând peste un milion de copii. „Light My Fire” a fost de asemenea prima piesă compusă de Robby Krieger și a reprezentat începutul succesului trupei.
Între 7 și 11 martie 1967, The Doors a concertat la Matrix Club, în San Francisco, California. Aparițiile de pe 7 și 10 martie au fost înregistrate de unul dintre deținătorii clubului, Peter Abram, și sunt notabile prin faptul că au fost unele din cele mai vechi înregistrări live ale formației puse în circulație. Pe 18 noiembrie 2008, The Doors a lansat o compilație, Live at the Matrix 1967, ce conținea cele două înregistrări.
The Doors a apărut la televiziunea americană pe 25 august 1967, interpretând „Light My Fire” în cadrul emisiunii Malibu U. Piesa nu a fost interpretată în direct; formația apare pe o plajă, mimând cântecul. Videoclipul nu s-a bucurat de succes comercial, și a fost mai mult sau mai puțin dat uitării. Promovarea la televiziune a început doar după apariția grupului în cadrul emisiunii The Ed Sullivan Show.

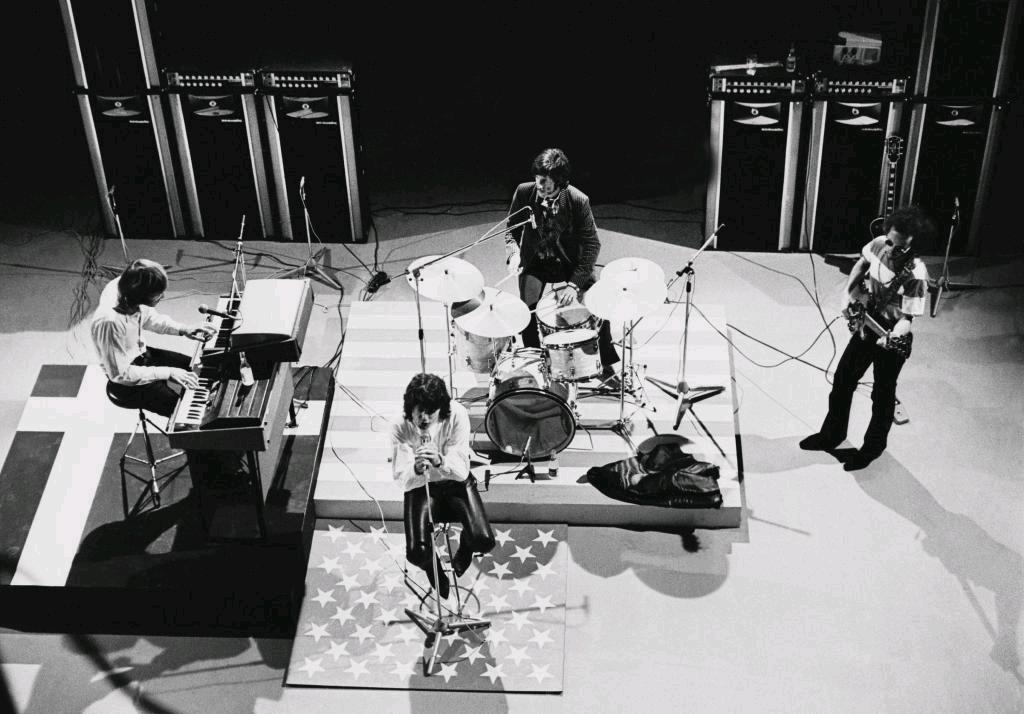
The Doors în timpul unei prestații pentru televiziunea daneză în 1968

Debutul internațional în televiziune a fost realizat în mai 1967, atunci când componenții The Doors au înregistrat o versiune a piesei „The End” pentru Canadian Broadcasting Corporation (CBC), la O'Keefe Centre, în Toronto. După difuzările inițiale, prestația a rămas nelansată, nefiind disponibilă decât în variantă piratată până la lansarea DVD-ului The Doors Soundstage Performances în 2002. În timp ce piesa „Light My Fire” urca în topuri (iunie-iulie 1967), formația a cântat în deschiderea celor de la Simon and Garfunkel, în Forest Hills, Queens, și a avut și un concert în Greenwich, Connecticut.
Pe 17 septembrie 1967, The Doors a oferit o prestație memorabilă a piesei „Light My Fire” în cadrul The Ed Sullivan Show. Potrivit lui Ray Manzarek, directorii rețelei de televiziune au solicitat ca formația să înlocuiască în timpul prestației cuvântul „higher” cu cuvântul „better”. Grupul a părut inițial a fi de acord, însă cântecul a fost interpretat în formula sa inițială, fie pentru că membrii formației intenționaseră de la bun început să nu opereze modificarea, fie pentru că Morrison era emoționat și a uitat să schimbe cuvântul (Manzarek a oferit versiuni diferite ale poveștii). Indiferent care ar fi fost motivul, cuvântul „higher” a fost cântat în direct la televiziunea națională; ca rezultat, gazda emisiunii, Ed Sullivan, a anulat restul de șase apariții The Doors care fuseseră deja programate. După ce producătorul emisiunii a anunțat membrii formației că nu vor mai cânta niciodată la The Ed Sullivan Show, Jim Morrison ar fi spus: „Hei, omule. Tocmai am cântat la Sullivan Show.”
Pe 24 decembrie, The Doors a interpretat în direct piesele „Light My Fire” și „Moonlight Drive” pentru The Jonathan Winters Show. Prestația a fost înregistrată pentru a putea fi difuzată și ulterior. De pe 26 până pe 28 decembrie, formația a cântat la Winterland Ballroom în San Francisco. Stephen Davis consemnează în cartea sa despre Jim Morrison o întâmplare petrecută cu această ocazie (p. 219-220):
În următoarea seară la Winterland, un televizor a fost adus pe scenă în timpul concertului The Doors, astfel încât membrii formației să se poată vedea la The Jonathan Winters Show. S-au oprit din interpretarea piesei „Back Door Man” atunci când a venit rândul melodiei lor să fie difuzată. Publicul i-a putut vedea astfel pe membrii The Doors uitându-se la ei înșiși la televizor. Au terminat piesa atunci când prestația lor de la televizor s-a încheiat, după care Ray a mers și a închis televizorul. Următoarea seară a fost ultima lor seară petrecută vreodată în Winterland.
Grupul a mai avut două concerte în Denver pe 30 și 31 decembrie, sfârșind astfel un an în care concertaseră în mod constant.

#### Strange Days

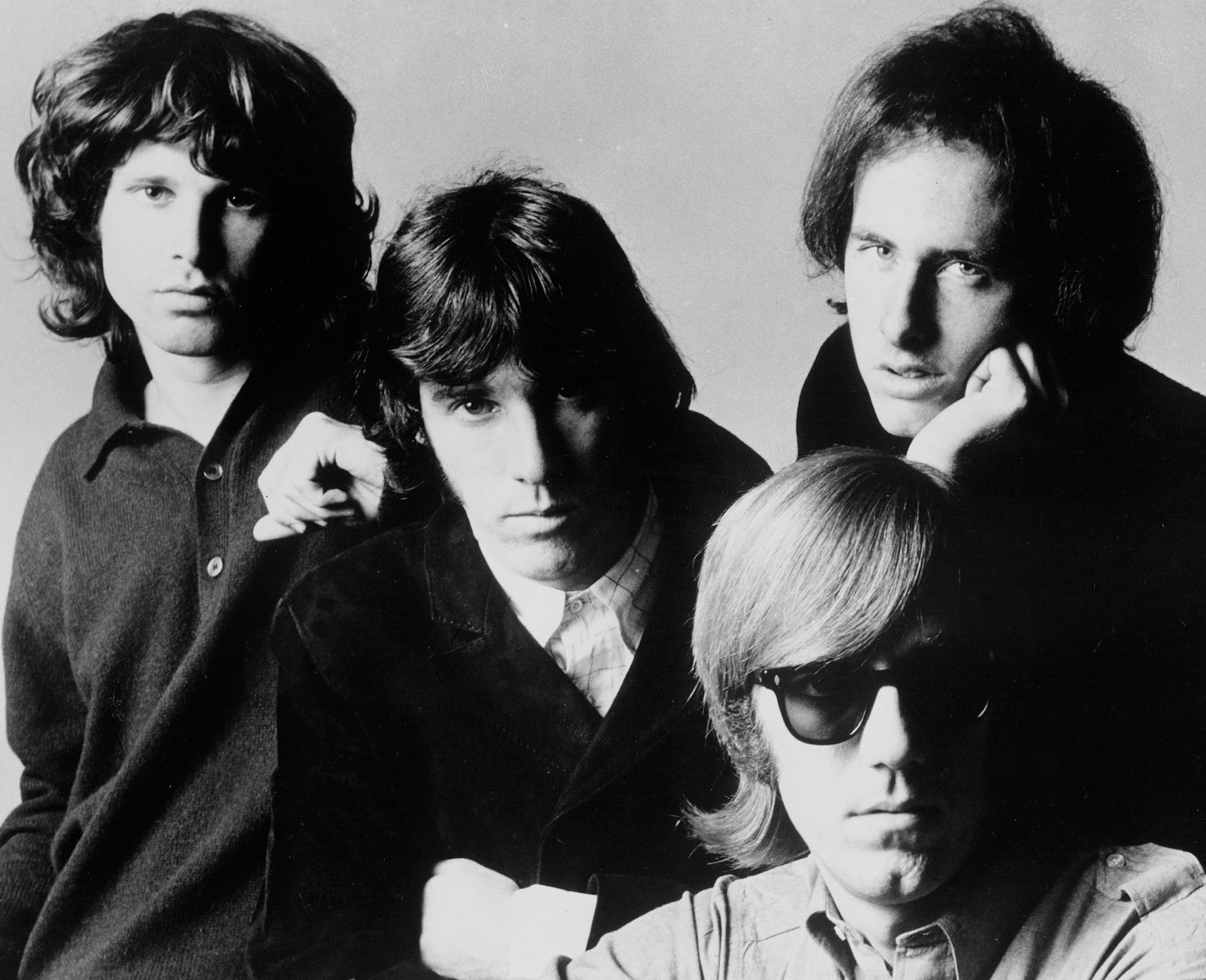
The Doors (de la stânga la dreapta): Morrison, Densmore, Krieger, Manzarek (așezat)

Componenții The Doors au petrecut câteva săptămâni la studiourile Sunset, în Los Angeles, înregistrând cel de-al doilea album, Strange Days și experimentând cu noua tehnologie pusă la dispoziția lor, în special cu sintetizatorul Moog. Succesul comercial al albumului Strange Days a fost moderat: albumul a urcat pe locul trei în Billboard, dar a coborât destul de repede, iar extrasele pe single nu au beneficiat de același succes ca „Light My Fire”. Producătorul Paul Rotchild a mers chiar până la a eticheta albumul drept un eșec comercial, spunând: „Am crezut cu toții că era cel mai bun album. În mod semnificativ, a fost și albumul cu cele mai slabe vânzări. Eram încrezători că avea să aibă un impact mai mare decât orice scosese The Beatles vreodată. Dar nu a existat niciun single. Discul ne-a murit în brațe.” Refrenul melodiei „People Are Strange” a inspirat titlul filmului When You're Strange, un documentar despre The Doors apărut în 2010.
Chiar dacă Larry Knechtel cântase la bas pe câteva dintre piesele de pe primul album, Strange Days a fost primul album The Doors înregistrat cu un muzician de studio la bas pe majoritatea melodiilor, ceva ce avea să se repete în cazul tuturor albumelor lansate ulterior. Manzarek a explicat că linia de bas pe care o executa el pe clape era potrivită pentru prestațiile din concerte, dar era lipsită de coeziunea necesară pentru înregistrările efectuate în studio. Douglas Lubahn a fost cel care a cântat cu The Doors pe Strange Days și pe următoarele două albume, însă formația a utilizat mai mulți muzicieni în acest rol, adesea folosind cel puțin doi basiști pe același album. Kerry Magness, Leroy Vinnegar, Harvey Brooks, Ray Neopolitan, Lonnie Mack, Jerry Scheff, Jack Conrad (care a jucat un rol major în anii de după moartea lui Morrison, concertând cu trupa în 1971 și 1972), Chris Ethridge, Charles Larkey și Leland Sklar sunt creditați cu toții drept basiști care au înregistrat cu The Doors.

#### Incidentul de la New Haven
Pe 9 decembrie 1967, membrii The Doors au avut un concert, devenit celebru datorită scandalului iscat de pe urma lui, la New Haven Arena, în New Haven, Connecticut. Concertul s-a terminat brusc atunci când Morrison a fost arestat pe scenă de către poliția locală. Morrison a devenit astfel primul artist rock care a fost arestat în timpul unei prestații live.
Morrison se săruta cu o fană în culise la dușuri chiar înainte de începutul concertului, cei doi fiind surprinși de un ofițer de poliție. Neștiind că Morrison era solistul formației care urma să concerteze, polițistul le-a spus amândurora să plece, moment în care Morrison a replicat: „Mănâncă-mi-o”. Polițistul a scos un flacon de spray paralizant, avertizându-l pe Morrison: „Asta e ultima șansă”, la care Morrison a răspuns: „Ultima șansă s-o mănânci.” Există discrepanțe cu privire la ce s-a întâmplat după acest schimb de cuvinte. Conform cărții No One Here Gets Out Alive, fata a fugit și lui Morrison i s-a dat cu spray în ochi, însă Ray Manzarek consemnează în cartea sa că și fata a suferit același tratament, iar concertul a fost întârziat cu o oră pentru ca Jim să își poată reveni.
Pe la jumătatea primei piese, Morrison a adresat publicului un discurs presărat cu obscenități, descriind cele petrecute în culise și bătându-și joc de forțele de poliție care înconjurau scena. Concertul s-a terminat brusc atunci când Morrison a fost târât în afara scenei de către polițiști, fiind dus ulterior la o secție locală, fotografiat și acuzat de incitare la revoltă, indecență și obscenitate publică. Acuzațiile împotriva lui Morrison și cele îndreptate împotriva a trei jurnaliști care au fost de asemenea arestați în timpul incidentului (Mike Zwerin, Yvonne Chabrier și Tim Page) au fost retrase câteva săptămâni mai târziu, din lipsă de probe.

#### Waiting for the Sun

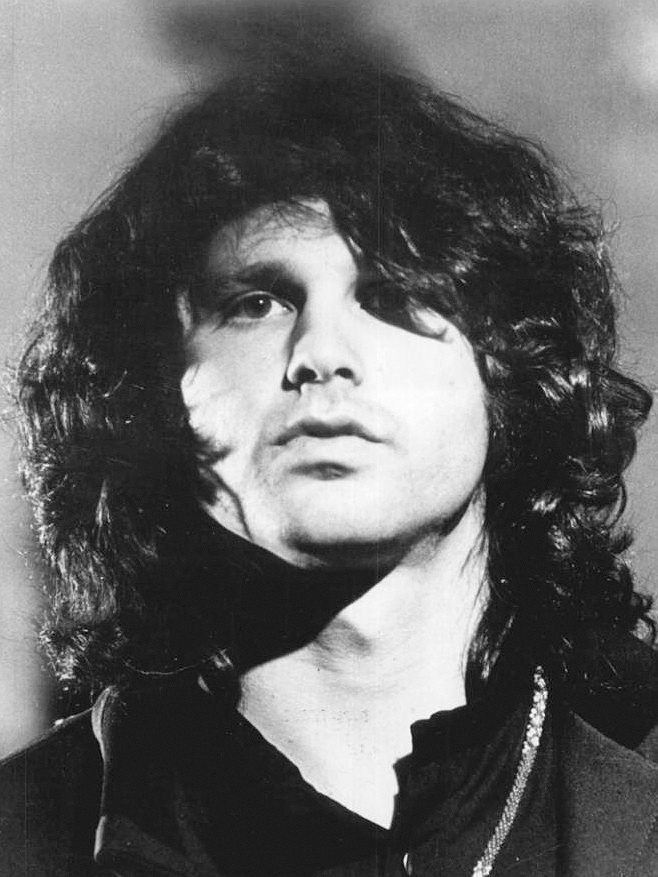
Morrison la The Smothers Brothers Comedy Hour, 6 decembrie 1968

Înregistrările la cel de-al treilea album de studio din aprilie 1968 au fost marcate de tensiuni interne, ca rezultat al dependenței de droguri și alcool din ce în ce mai accentuate a lui Morrison, cât și, conform documentarului When You're Strange, respingerii piesei „Celebration of the Lizard” de către producătorul Paul Rotchild, care a considerat că materialul nu era suficient de comercial. Formația a încercat să înregistreze piesa, care ar fi trebuit să ocupe o întreagă jumătate de album, însă rezultatul obținut nu a fost satisfăcător, așa că pe albumul finalizat a apărut doar o parte a cântecului, „Not to Touch the Earth”. Aproape de punctul culminant al carierei, The Doors a avut o serie de concerte în aer liber care au condus la scene între poliție și fani, mai ales la Chicago Coliseum pe 10 mai.
Grupul își epuizase deja repertoriul inițial, așa că membrii au început să compună piese noi. Waiting for the Sun a devenit primul lor album de studio care a urcat pe locul 1 în topuri, iar melodia „Hello, I Love You” a fost cel de-al doilea și ultimul lor extras pe single care a obținut locul 1 în topul american. O dată cu lansarea piesei, presa a remarcat asemănarea cu șlagărul din 1964 al celor de la The Kinks, „All Day and All of the Night”. Dave Davies, chitaristul The Kinks, a fost cel mai iritat de similaritate. Morrison desconsidera ocazional piesa în concerte, lăsând partea vocală în seama lui Manzarek, după cum se poate vedea în documentarul The Doors are Open.
După o lună de la niște incidente petrecute la Singer Bowl în New York, formația a plecat în Marea Britanie, efectuând primele apariții în afara Statelor Unite. Membrii au susținut o conferință de presă la ICA Gallery în Londra și au concertat la The Roundhouse Theatre. Rezultatele călătoriei au fost difuzate la Granada TV, în cadrul The Doors are Open, emisiune ce a fost ulterior lansată în format video. The Doors a avut o serie de concerte în Europa alături de Jefferson Airplane, incluzând un spectacol în Amsterdam în timpul căruia Morrison a suferit un colaps ca urmare a unui consum de droguri în exces, formația văzându-se silită să concerteze în formulă de trei, cu Manzarek preluând părțile vocale.

### 1969 – 1971

#### Incidentul de la Miami
Pe 1 martie 1969, la Dinner Key Auditorium, în cartierul Coconut Groove din Miami, componenții The Doors au oferit cel mai controversat concert al lor, unul care aproape că a distrus formația. Locul desfășurării concertului era un fost hangar lipsit de aer condiționat, iar scaunele fuseseră înlăturate de organizatori pentru a putea vinde mai multe bilete.
Morrison băuse toată ziua și pierduse avionul către Miami, iar în momentul în care a sosit la fața locului, concertul întârziase mai bine de o oră, iar el era, conform lui Manzarek, puternic intoxicat cu alcool. Cei 12.000 de oameni nerăbdători din public, înghesuiți într-o construcție destinată pentru 7.000 de persoane, au asistat la momente de tăcere intercalate în prestația lui Morrison care nu se potriveau cu muzica. Morrison fusese recent la o piesă a unui grup de teatru experimental, The Living Theatre, și se simțise inspirat de stilul lor „antagonistic”, ceea ce l-a determinat să menționeze în timpul concertului: „În ultimele două nopți am întâlnit niște oameni care voiau să schimbe lumea”, înainte de a propune publicului: „Luați cu asalt toate școlile”. În timpul primei melodii, un amestec între „Back Door Man” și „Five to One”, Morrison a transmis mulțimii mesaje de iubire și ură, alternând între afirmații de genul „Iubiți-mă. Nu mai rezist fără un pic de iubire. Vreau un strop de iubire. N-o să mă iubească nimeni?”, respectiv „Toți sunteți o șleahtă de idioți nenorociți!” și strigând în mod repetat: „Ce aveți de gând să faceți în legătură cu asta?” Când restul formației s-a lansat în cel de-al doilea cântec al serii, „Touch Me”, Morrison a început să emită strigăte de protest, forțându-și colegii să se oprească. La un moment dat, Morrison i-a luat unui ofițer de poliție chipiul de pe cap și l-a aruncat în mulțime; drept răspuns, polițistul a luat pălăria lui Morrison și a aruncat-o. Impresarul Bill Siddons își amintea: „Concertul avea o atmosferă bizară, de circ, era acolo un tip care căra o oaie cu el și cei mai sălbatici oameni pe care i-am văzut vreodată.” Vince Treanor, responsabilul cu echipamentul, a spus: „Cineva a sărit pe scenă și l-a stropit cu șampanie pe Jim, așa că el și-a dat cămașa jos, era ud leoarcă. 'Hai să vedem ceva piele, hai să ne dezbrăcăm', a zis el, și publicul a început să își dea hainele jos.” Gol de la brâu în sus, Morrison și-a pus cămașa în dreptul prohabului și a început să miște mâna pe sub ea. Manzarek a descris ulterior incidentul drept „o halucinație religioasă” în masă.
Pe 5 martie s-a emis un mandat de arestare pe numele lui Morrison, acesta fiind acuzat că își expusese penisul în mod deliberat pe scenă, că strigase cuvinte obscene către public, că simulase că îi oferea sex oral lui Robby Krieger și că era beat în timpul concertului. Morrison a respins o pledoarie de recunoaștere a vinovăției care le cerea membrilor The Doors să ofere un concert gratuit în Miami. Ulterior, Morrison a fost găsit vinovat, fiind condamnat la șase luni de închisoare cu executare, plus muncă silnică, și amendat cu 500 de dolari. Morrison a rămas liber ca urmare a apelului făcut, și avea să moară înainte de rezolvarea cazului. În 2007, guvernatorul statului Florida, Charlie Crist, a sugerat posibilitatea unei grațieri post-mortem pentru Morrison, care a fost acordată pe 9 decembrie 2010. Densmore, Krieger și Manzarek au negat acuzația conform căreia Morrison și-ar fi expus penisul pe scenă.

#### The Soft Parade

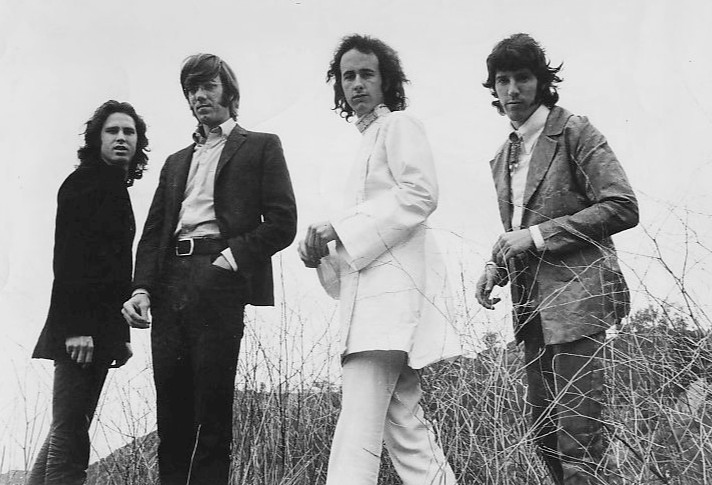
The Doors în 1969. De la stânga la dreapta: Morrison, Manzarek, Krieger, Densmore

Pe cel de-al patrulea album The Doors, The Soft Parade, lansat în iulie 1969 formația și-a îmbogățit posibilitățile de exprimare muzicală prin utilizarea unor secțiuni de corn, sau corzi, precum și alte sunete dorite în anumite compoziții (ca de exemplu colaborarea cu saxofonistul Curtis Amy pe piesa „Touch Me”). Rezultatul a fost un sunet experimental, care i-a determinat pe unii critici să le atace integritatea muzicală.
Conform autobiografiei lui John Densmore, Riders on the Storm, pentru prima oară fiecare membru a fost creditat separat pe album pentru compoziții din cauză că Morrison manifesta rezerve în a cânta versurile piesei compuse de Robby Krieger, „Tell All the People”. Abuzul de alcool al lui Morrison a făcut ca înregistrarea albumului să fie extrem de dificilă. Producătorul Paul Rotchild rememora perioada într-un interviu din 1981:
Când am făcut The Soft Parade, aproape că am tras cu dinții de Jim ca să îl facem să se implice. (...) A fost o experiență bizară. A fost cea mai dificilă situație din cariera mea de producător. Era aproape imposibil să îl faci pe Jim să cânte bine și să faci și trupa să cânte bine dintr-o singură dublă. A fost un IAD. (...) Jim decisese să fie extrem de rebel. Un puști obraznic. Cred că încerca să demonstreze celorlalți că nu făceau doi bani fără el. Jim punea mereu la încercare oamenii din jur. Ne-a pus pe toți la încercare, minut cu minut, în fiecare zi. Testa limitele oamenilor ca să vadă de la ce punct își pierdeau răbdarea.
Înregistrările au durat nouă luni în total. În ciuda tuturor problemelor și a primirii mai puțin entuziaste, albumul a devenit cel de-al patrulea material de top al formației.
The Doors a avut două concerte la Aquarius Theatre, pe Sunset Blvd, Hollywood, pe 21 iulie 1969. Pe 22 iulie a avut loc o prestație în culise sau „repetiție privată”, fără public. Concertele au fost susținute doar la câteva luni distanță de incidentul de la Miami. Dintre melodiile interpretate în fața publicului, „Universal Mind” și „Celebration of the Lizard” au fost lansate pe albumul live din 1970, Absolutely Live, iar „You Make Me Real” a fost inclusă pe Alive, She Cried, material apărut în 1983. Piesa lui Van Morrison, „Gloria”, care a fost cântată și înregistrată în timpul repetiției private, a apărut de asemenea pe Alive, She Cried. Atât primul și al doilea concert, cât și repetiția de a doua zi au fost lansate în 2001. La aceste concerte, Morrison a lansat poezia „Ode To L.A. While Thinking Of Brian Jones, Deceased”, care i-a fost dedicată pe atunci recent decedatului chitarist și fondator The Rolling Stones, care fusese prieten cu formația, în special cu Morrison și Manzarek.
Morrison a avut din nou probleme cu legea în noiembrie 1969, fiind acuzat de hărțuirea personalului de zbor în timpul unei călătorii către Phoenix, Arizona, efectuată cu scopul de a vedea un concert The Rolling Stones. Atât Morrison cât și prietenul și tovarășul său de drum, Tom Baker, au fost acuzați de „tulburarea unui zbor al unei aeronave intercontinentale și aflarea în stare de ebrietate publică”. Dacă ar fi fost găsit vinovat, Morrison ar fi riscat zece ani de închisoare. Acuzațiile au fost retrase în aprilie 1970, după ce una dintre însoțitoarele de zbor și-a schimbat mărturia, precizând că îl identificase greșit pe Morrison ca fiind Baker.

#### După moartea lui Morrison, 1971 - 1989
În 1971, după înregistrarea albumului “L.A. Woman”, Morrison a decis să ia o pauză și s-a mutat împreună cu iubita sa Pamela Courson la Paris. Morrison a murit acolo în circumstanțe misterioase la data de 3 iulie 1971; trupul său a fost găsit în cada apartamentului său. S-a tras concluzia că a murit din cauza unui atac de cord, deși a fost dezvăluit mai tarziu că nu i-a fost efectuată nici o autopsie înainte de a fi îngropat la Cimitirul Père-Lachaise.
Zvonurile au continuat să circule pentru mulți ani, invocând ideile ca Morrison și-a înscenat moartea să iasă din centrul atenției sau ca el ar fi murit într-un club de noapte din Paris și că trupul său fără viață ar fi fost dus pe furiș înapoi în apartament. Totuși, în cartea sa „Wonderland Avenue”, fostul prieten al lui Morrison, Danny Sugerman, declară că în decursul ultimei întâlniri cu Pamela Courson, care a avut loc cu puțin înainte de moartea acesteia din cauza unei supradoze de heroină, ea i-a mărturisit că este responsabila întâlnirii dintre Morrison și heroină și, pentru că el avea o fobie față de ace, ea i-a injectat doza care l-a omorît.
Formația Doors, rămasă fără Morrison, și-a continuat activitatea pentru încă ceva timp. După ce inițial au luat în considerare să aducă un nou vocalist în locul lui Morrison, Krieger și Manzarek au trecut la voce și au mai scos două albume, Other Voices și Full Circle. Au avut și concerte în aceasta perioadă.
Ambele albume s-au vândut bine, dar nu în același număr ca în perioada Morrison, și formația The Doors a încetat înregistrările și concertele la sfârșitul anului 1972. În timp ce primul album stă sub nota caracteristică a stilului si al sound-ului Doors, ultimul album arată un Doors explorând teritoriul jazz-ului. Pentru că nici unul dintre albume nu a fost reeditat, ele se găsesc cel mai frecvent în rețelele P2P pe internet si sunt reevaluate de către fani. Ambele albume sunt din ce în ce mai mult văzute drept capodopere, chiar unii fani pretind că sunt cele mai bune albume Doors. În 1979 Francis Ford Coppola a lansat filmul "Apocalypse Now" cu melodia "The End" folosită proeminent în coloana sonoră. Cu ajutorul acesteia, "The Doors" au fost descoperiți de noi fani.

#### Anii 1990 și ulterior
În 1991, regizorul Oliver Stone a lansat filmul “The Doors”, cu Val Kilmer în rolul lui Morrison și cu sugestii de la Krieger, Densmore și Rothchild. Ian Astbury de la formația The Cult a fost prima alegere a regizorului, dar Astbury a decis să nu intre în lumea cinematografiei (din motive necunoscute). Ian a avut totuși de-a face cu “The Doors of the 21st Century” (vezi paragraful următor). Deși mulți erau uimiți de personificarea lui Morrison de către Val Kilmer, filmul a avut numeroase neconcordanțe cu realitatea și membrii grupui și-au arătat nemulțumirea fața de portretul pe care Oliver Stone i l-a schițat lui Morrison, acesta fiind de multe ori prezentat ca un sociopat lipsit de control.
În 2002 Manzarek și Krieger s-au reunit și au creat o nouă versiune a The Doors, numită "The Doors of the 21st Century". În locul lui Morrison, noua formație îl avea pe vocalul britanic Ian Astbury, fost solist al formatiei din Regatul Unit The Cult, cu Angelo Barbera la chitară bas din fosta formație a lui Krieger. La primul lor concert grupul a anunțat că tobarul John Densmore nu va urca pe scenă, și mai târziu s-a afirmat că nu putea cânta deoarece suferea de țiuit auditiv. Densmore a fost înlocuit la început cu Stewart Copeland, fost component al trupei The Police, dar după ce Copeland și-a rupt mâna căzând de pe bicicletă, înțelegerea s-a sfârșit prin acțiuni în instanță reciproce și a fost înlocuit Ty Dennis, care mai cântase cu Krieger.
Mai târziu, Densmore a susținut că de fapt nu fusese invitat să ia parte la reuniune.În luna februarie a anului 2003 a încercat sa obțină o dispoziție legală de a-și împiedica foști colegi sa folosească numele "The Doors of the 21st Century". încercarea lui a fost respinsă în justiție în luna mai a aceluiași an, chiar daca Manzarek a repetat declarația publică cum că invitația lui Densmore de a reveni în formație este încă valabilă. S-a mai spus că rudele lui Morrison și ale Pamelei s-au alăturat lui Densmore în încercarea de a le interzice lui Manzarek și Krieger să folosească numele "The Doors". În iulie 2005, Densmore a reușit să obțină o hotărâre definitivă care le interzicea foștilor săi colegi să mai folosească numele The Doors. Noua trupă și-a schimbat inițial numele în "D21C" iar acum cântă sub numele deRiders on the Storm (care este și numele unei formatii-tribut pentru Doors din nord-estul Statelor Unite).Le este permis însă sa folosească nume ca "foștii Doors" sau "membrii trupei The Doors".Densmore a fost încă o dată fidel numelui The Doors, fiind ferm pe poziție când a refuzat să autorizeze folosirea melodiilor formției The Doors în reclame TV,incluzând o ofertă de 15 milioane de dolari de la Cadillac pentru a folosi piesa "Break on Through (to the Other Side)", fiind de părere că ar fii o încalcare a spiritului în care muzica a fost creată. Densmore a scris un articol despre acest subiect pentru The Nation aici articolul este menționat și mai jos.
Sunt oameni care și-au pierdut virginitatea pe muzica asta, s-au drogat pentru prima oară pe muzica asta. Am cunoscut oameni care spuneau că au fost copii care au murit în Vietnam pe muzica asta, alți oameni îmi spuneau despre persoane care nu s-au sinucis din cauza acestei muzici… . Pe scenă, când interpretam piesele astea, păreau misterioase și magice. Asta nu se inchiriază. 
Manzarek și Krieger și-au menținut părerea că un turneu ca o formație Doors renăscuta și folosirea muzicii în reclame sunt căi de a împiedica The Doors să se șteargă din istorie. Manzarek este citat în articolul amintit mai sus spunând:
Cu toții îmbătrânim. Ar trebui, noi trei, să cântăm aceste piese deoarece, hey, sfârșitul e mereu aproape. Morrison a fost un poet și, mai presus de toate, un poet vrea să-i fie auzite cuvintele.
The Doors sunt ținuti minte pentru interpretările lor șamanice din concerte. Unii oameni se gândeau că ei erau doar simpli rebeli americani ai muzicii rock. Jim Morrison spunea: “Îmi place orice reacție obțin prin muzica mea. Orice să faci oamenii sa gândească. Adică dacă poți să faci o cameră plină cu oameni beți și drogați să se trezească și să gândeasca, înseamnă că faci ceva.”
Această popularitate rezistentă se reflectă în vânzările constante ale înregistrărilor lor timpurii.
Personajul metaforic al lui Jim Morrison Regele Șopârlă (The Lizard King) este explicat în acest link.

## Componență
- John Densmore – tobe
- Robby Krieger – chitară
- Ray Manzarek – orgă, pian, claviatură, clape, Fender Rhodes Piano Bass
- Jim (James Douglas) Morrison - vocal, liderul formației
- Larry Knechtel, Doug Lubahn, Ray Neopolitan sau Jerry Scheff - muzicieni de sesiune la chitară bas

## Discografie

#### Albume
| Data lansării  | Titlul                            | Casa de discuri    | SUA # | Marea Britanie # |
| ianuarie 1967  | The Doors                         | Elektra Recordings | 2     | 43               |
| octombrie 1967 | Strange days                      | Elektra Recordings | 3     |                  |
| iulie 1968     | Waiting for the Sun               | Elektra Recordings | 1     | 16               |
| iulie 1969     | The Soft Parade                   | Elektra Recordings | 6     |                  |
| februarie 1970 | Morrison Hotel                    | Elektra Recordings | 4     | 12               |
| iulie 1970     | Absolutely Live                   | Elektra Recordings | 8     | 69               |
| noiembrie 1970 | 13                                | Elektra Recordings | 2     |                  |
| aprilie 1971   | L.A. Woman                        | Elektra Recordings | 9     | 26               |
| octombrie 1971 | Other Voices                      | Elektra Recordings | 31    |                  |
| ianuarie 1972  | Weird Scenes Inside The Gold Mine | Elektra Recordings |       |                  |
| iulie 1972     | Full Circle                       | Elektra Recordings | 68    |                  |
| noiembrie 1978 | An American Prayer                | Elektra Recordings | 54    |                  |
| martie 1991    | The Doors                         | Elektra Recordings | 8     | 11               |
| mai 1991       | In Concert                        | Elektra Recordings | 50    | 24               |
| octombrie 1997 | Box Set                           | Elektra Recordings | 65    |                  |
| februarie 2002 | Bright Midnight: Live in America  | Elektra Recordings |       |                  |
| mai 2002       | Live in Hollywood                 | Elektra Recordings |       |                  |
| august 2003    | Legacy: the Absolute Best         | Elektra Recordings | 63    |                  |
| noiembrie 2003 | The Best of The Doors             | Elektra Recordings |       |                  |

#### Discuri single
| Data lansării   | Titlul                               | Casa de discuri    | SUA # | Marea Britanie # |
| ianuarie 1967   | Break on Through (To The Other Side) | Elektra Recordings | 106   |                  |
| aprilie 1967    | Light My Fire                        | Elektra Recordings | 1     |                  |
| septembrie 1967 | People Are Strange                   | Elektra Recordings | 12    |                  |
| noiembrie 1967  | Love Me Two Times                    | Elektra Recordings | 25    |                  |
| martie 1968     | The Unknown Soldier                  | Elektra Recordings | 39    |                  |
| iunie 1968      | Hello, I Love You                    | Elektra Recordings | 1     | 15               |
| decembrie 1968  | Touch Me                             | Elektra Recordings | 3     |                  |
| martie 1969     | Wishful Sinful                       | Elektra Recordings | 44    |                  |
| mai 1969        | Tell All the People                  | Elektra Recordings | 57    |                  |
| august 1969     | Running Blue                         | Elektra Recordings | 64    |                  |
| martie 1970     | You Make Me Real                     | Elektra Recordings | 50    |                  |
| 1970            | Roadhouse Blues                      | Elektra Recordings | 50    |                  |
| martie 1971     | Love Her Madly                       | Elektra Recordings | 11    |                  |
| iunie 1971      | Riders on the Storm                  | Elektra Recordings | 14    |                  |
| noiembrie 1971  | Tightrope Ride                       | Elektra Recordings | 71    |                  |
| ianuarie 1972   | Ships with Sails                     | Elektra Recordings |       |                  |
| iulie 1972      | Get Up and Dance                     | Elektra Recordings |       |                  |
| august 1972     | The Mosquito                         | Elektra Recordings | 85    |                  |
| noiembrie 1972  | The Piano Bird                       | Elektra Recordings |       |                  |
| 1983            | Gloria                               | Elektra Recordings | 18    |                  |